# 70,000 Witnesses
Pour plus de détails, voir Fiche technique et Distribution.
70,000 Witnesses est un film américain réalisé par Ralph Murphy, sorti en 1932.

## Synopsis
Un joueur vedette de football universitaire s’effondre pendant un match et meurt peu de temps après. Sa mort est d’abord jugée accidentelle mais un détective de la police va faire une reconstitution du match de football pour tenter de trouver qui aurait pu tué le joueur.

## Fiche technique
- Titre : 70,000 Witnesses
- Réalisation : Ralph Murphy
- Scénario : Garrett Fort, Robert N. Lee, Allen Rivkin (en) et P. J. Wolfson d'après le roman de Cortland Fitzsimmons
- Direction artistique : David S. Garber
- Photographie : Henry Sharp
- Montage : Joseph Kane
- Société de production : Paramount Pictures
- Pays d'origine : États-Unis
- Format : Noir et blanc - 1,37:1
- Date de sortie : 1932

## Distribution
- Phillips Holmes : Buck Buchan
- Dorothy Jordan : Dorothy Clark
- Charles Ruggles : Johnny Moran
- Johnny Mack Brown : Wally Clark
- Lew Cody : Slip Buchanan
- David Landau : Dan McKenna
- J. Farrell MacDonald : State Coach
- Kenneth Thomson : Dr Collins
- Guinn Williams : Connors
- Walter Hiers : Old Grad
- Reed Howes : Southard